# Francisca Cualladó Baixauli
Francisca Cualladó Baixauli (Molí de Sant Isidre, Barri de Russafa, València, 3 de desembre de 1890 — Benifaió, 19 de setembre de 1936) va ser una màrtir catòlica, morta durant la Guerra Civil Espanyola. Era una costurera, sent martiritzada per expressar públicament la seua fe i participant en l'eucaristia, afusellada en el paratge “Torre Espioca”, de Benifaió; sent beatificada pel beat papa Joan Pau II l'11 de març de 2001. La seua festa se celebra el 19 de setembre.